# Malgassophlebia mediodentata
Malgassophlebia mediodentata là loài chuồn chuồn trong họ Libellulidae. Loài này được Legrand mô tả khoa học đầu tiên năm 2001.